# Архимандрит Клеопа (Стефановић)
Клеопа (световно Срђан Стефановић; Београд, 11. септембар 1984) истакнути је архимандрит Српске православне цркве, игуман Манастира Ваведења у Сремским Карловцима и теолог.

## Биографија
Архимандрит др Клеопа (Стефановић), рођен је 11. септембра 1984. године у Београду, од побожних благочестивих родитеља Миодрага и Светлане. Приликом крштења је добио име Срђан.
Основну школу завршио је у Београду. Са благословом патријарха српског господина Павла (Стојчевића), уписао је 1999. године Богословију у Сремским Карловцима, коју је завршио 2003. године.Наставио је богословско школовање на Богословском факултету у Београду, 2003. године, где је и дипломирао 2007. године.
Октобра 2006. године прелази у Епархију сремску и ступа, као искушеник, у Манастир Старо Хопово на Фрушкој гори. Замонашен је 8. августа 2007. године, а следећег дана, 9. августа, рукоположен у чин јерођакона, од стране епископа сремскога господина Василија (Вадића). Следеће, 2008. године, са благословом епископа сремског Василија, одлази у Темишвар, где добротом и очинском бригом епископа будимског господина Лукијана (Пантелића), борави у епархијској резиденцији Епархије темишварске ради усавршавања румунског језика, похађајући убрзани курс румунског језика на Темишварском Универзитету.
Септембра 2008. године одлази у град Јаши, где уписује прву годину мастер студија и у исто време бива причислен Братству Митрополије Молдавије и Буковине Румунске православне цркве, где учествује у свакодневном богослужбеном животу и добија послушање чувара моштију Свете Петке. Јула 2010. године, успешно завршава и своје Мастер студије.
Августа 2010. године по послушању своме духовном оцу, епископу Василију, прелази у братство Манастира Крушедола, а на празник пророка Илије, крсну славу Епископа Василија, бива рукоположен у чин јеромонаха у Саборној цркви у Сремским Карловцима. Октобра 2010. године, уписује докторске студије на Богословском факултету Др Димитрије Станилоае у граду Јаши. Током студија, као јеромонах учествује у богослужбеном животу Митрополијске Саборне Цркве, стављајући се на пуно располагање ходочасницима из Србије и у исто време припрема испите, темате, реферате, чланке и радове као и литературу за израду своје докторске дисертације.
Учествује на научним скуповима и симпосионима везаним за област Литургике и Пасторалног богословља. Од септембра 2014. године је професор у Богословији у Сремским Карловцима. Предаје Философију, Психологију са Логиком, Свето Писмо Старог Завета и Историју Српске Православне Цркве. Одлуком епископа сремскога господина Василија постављен је 15. јануара 2016. године за старешину Манастира Ваведења Пресвете Богородице у Сремским Карловцима.